# فونیک

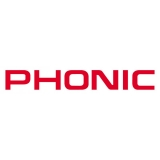
لوگو شرکت فونیک

فونیک (انگلیسی: Phonic) شرکت الکترونیک تایوانی است، که در سال ۱۹۷۷ توسط استفان وانگ تأسیس شد.